# Columbus (azienda)
La Columbus è un'azienda italiana produttrice di tubi in acciaio di alta gamma per biciclette con sede a Caleppio di Settala, provincia di Milano.

## Storia
La fondazione risale al novembre del 1919 come A.L. Colombo, azienda artigiana per la produzione di tubi di acciaio di precisione. Fondatori Angelo Luigi Colombo e Mario Stabilini. Sin dal principio si afferma come fornitore per marchi di biciclette come Doniselli, Umberto Dei, Bianchi, Maino, Emilio Bozzi, Atala ma nel 1921 è presente alla Fiera di Milano come "produttore di tubi di acciaio senza saldatura trafilati a freddo, tondi e sagomati per cicli, motocicli, automobili e altre applicazioni". Ai clienti del ciclo si aggiungono Moto Guzzi, Gilera, Frera, Fiat, Isotta Fraschini.
Il marchio Columbus nasce negli anni 20 per distinguere la prima serie di tubi trafilati a freddo per usi ciclistici. A partire dagli anni 30 sarà utilizzato anche per commercializzare i mobili in tubolare metallico. Nel 1931 è registrato anche il marchio Aelle, serie economica di tubi al cromo molibdeno.
La produzione si estende anche alla marina all'aeronautica con commesse per la Regia Marina, Siai Marchetti, Caproni e Agusta. 
Nel dopoguerra il figlio di Angelo Luigi, Gilberto Colombo, avvia una collaborazione con Maserati e Ferrari per la costruzione dei telai per le auto da corsa di Juan Manuel Fangio, Luigi Villoresi e Alberto Ascari. Parallelamente viene rilanciata l'attività nel ciclo: i tubi Columbus equipaggiano squadre professionistiche come Frejus, Bottecchia, Torpado, Bianchi, Ganna, Fiorelli; nelle gare su pista, Antonio Maspes vince il campionato mondiale di velocità su biciclette con tubi Columbus e altrettanto fanno Ercole Baldini, Ole Ritter e Eddy Merckx per i rispettivi record dell'ora.
Sarà tuttavia il figlio minore di Angelo Luigi, Antonio Colombo, a far imporre la Columbus come una delle maggiori produttrici di tubi per bicicletta. Nel 1977 infatti lascia la carica di Presidente della A.L. Colombo e dà vita alla Columbus, società autonoma e specializzata in tubi per telai di biciclette.
La sperimentazione tecnologica che contraddistingue la neonata Columbus Spa consente sia la nascita di nuove serie tubi sia la sperimentazione di nuove tipologie di acciaio. In questi anni viene realizzata anche una linea di abbigliamento tecnico Columbus, firmata da Alessandro Mendini e Adriana Guerriero di Studio Alchimia .